# کنود اندرسون (دوچرخه‌سوار)
کنود اندرسون (انگلیسی: Knud Andersen; ۵ ژانویهٔ ۱۹۲۲ – ۱۴ نوامبر ۱۹۹۷) دوچرخه‌سوار اهل دانمارک بود.